# Hundeliv (film)
Hundeliv er en dansk dramafilm instrueret af René Frelle Petersen fra 2016.

## Medvirkende
- Julie Andersen som Sofia
- Simone Lykke som Olivia
- Alexandre Willaume som Adam
- Allan Hyde som William
- Henning Valin Jakobsen som Lars
- Camilla Bendix som Kirsten
- Bjarne Henriksen som Politichefen
- Adam Brix som Thomas
- Søren Poppel som Alex
- Martin Hylander Brucker som Henrik